# تسلیم (فیلم ۲۰۱۷)
تسلیم یا مطیع (به انگلیسی: Submission) فیلمی محصول سال ۲۰۱۷ و به کارگردانی ریچارد لوین است. در این فیلم بازیگرانی همچون استنلی توچی، ادیسن تیملین، کیرا سجویک، جنین گرافلو، پیتر گلگر، کلبی مینیفی و ریچی کاستر ایفای نقش کرده‌اند.